# Claudio Gabriele de Launay
Claude Gabriel de Launay (italianisé en Claudio Gabriele de Launay), né à Duingt près d'Annecy alors dans le royaume de Sardaigne le 6 octobre 1786, mort à Turin le 21 février 1850, est un homme politique sarde, général d'armée, dernier vice-roi de Sardaigne (1843-1848) et un patriote italien.

## Biographie

### Origine et famille
Claude Gabriel de Launay naît le 6 octobre 1786, à Duingt,, en duché de Savoie, appartenant au royaume de Sardaigne. Cependant, le registre paroissial, conservé aux Archives départementales de la Haute-Savoie, donne pour date de naissance le 10 octobre 1786,. Il est le fils du comte Louis Philibert de Launay (Luigi Filiberto de Launay) et de la noble dame Anne Françoise de la Balme, mariés le 28 février 1786,.
Il épouse, le 9 décembre 1816, la Camille-Angélique de Caze de Méry, veuve du colonel de Martinel,.

### Carrière militaire
Le duché de Savoie est envahi et il intégré à la République française, en 1792.
Claude Gabriel de Launay entreprend une carrière militaire. Il participe aux guerres de la Sixième (1812-1814) et de la Septième Coalition (1815) contre le régime impérial français.
Le gouvernement napoléonien s'effondre, il rentre dans l'armée sarde et est promu major en 1825, colonel en 1831 et lieutenant général en 1843. La même année, il obtient le poste de vice-roi de Sardaigne ; il est le dernier à occuper ce poste.
À la suite de l’échec de la première guerre d'indépendance italienne, il devient Président du Conseil du royaume de Sardaigne du 27 mars au 7 mai 1849 ainsi que Ministre des Affaires étrangères, le premier après l’accession au trône de Victor-Emmanuel II.
Le Parlement dissous et l'état d'urgence passé, le roi le remplace par Massimo d'Azeglio, libéral modéré, avant le résultat des élections. Nommé général d’armée, il se retire finalement de la vie publique.
Il meurt en 1850 à Turin.

## Distinctions

### Distinctions savoyardes
- Chevalier Grande Croix décoré du Grand Cordon de l'Ordre des Saints-Maurice-et-Lazare

### Distinctions étrangères
- Commandeur de l'Ordre national de la Légion d'honneur (France)
- Chevalier de l’Ordre impérial de Léopold (Autriche)